# Agrupació Excursionista de Granollers
L'Agrupació Excursionista de Granollers és una entitat excursionista que va ser fundada oficialment el dia 7 de març de 1928. Ha estat des d'aleshores dedicada a la divulgació de l'excursionisme, en els vessants esportius i culturals. Té com a principals objectius el foment del muntanyisme, l'espeleologia, l'escalada, la bicicleta tot terreny i el contacte amb la natura.

## Precedents d'entitats excursionistes a Granollers
Pels volts de l'any 1920 es crea els Ginesters, el primer grup excursionista reconegut com a tal. Hi ha constància, però, d'un altre grup organitzat vers el 1916 que rep el nom de Centre Excursionista de Granollers (CEG), que publica un periòdic mensual amb el títol El Cingle, que surt fins l'1 de març de 1917. El grup Ginesters es reunia al local de l'Orfeó Granollerí al carrer Josep Umbert. Centren les seves activitats excursionistes al massís del Montseny. És justament a la muntanya del Sui que, l'any 1928, es decideix formar l'Agrupació Excursionista de Granollers. Formalment, la nova associació va ser presentada en societat el 23 de juny de 1929 amb una conferència de Joan Montllor, president del Centre Excursionista del Vallès, de Sabadell.

## Primers temps (1928-1936)
Sota la presidència d'un jove Salvador Llobet es posa en marxa l'Agrupació Excursionista de Granollers, que fa servir el mateix local social que havien ocupat abans els membres dels Ginesters. En els seus Estatuts de l'any 1935, l'AEG es fixa com a objectius el foment de la cultura i la divulgació de l'excursionisme i de l'esport en general. A més, remarca que la seva llengua oficial és el català i que l'entitat seria aliena a tota organització política, religiosa o de classe determinada. Ben aviat Salvador Llobet i Alexandre Pinyol i Llop van fer un curset de "tasques excursionistes" en el qual es podia aprendre geografia, topografia, primeres cures i altres temes d'importància per als consocis.
Van ser membres fundadors de l'AEG, entre d'altres: Salvador Llobet, Magí Gabarró, Josep Viñas, Jaume Cunill, Josep Casademunt, Eduard Corbera... Més endavant en van ser membres persones rellevants o conegudes: Josep Estrada, Antoni Cumella, Feli Miyares, Jacint Bellonch, Josep Garrell Alsina, Francesc Parellada, etc. Salvador Llobet va ser-ne president durant dos mandats: 1928-1929 i 1930-1936.
L'any 1931 es creen la Secció Fotogràfica, la Secció d'Estudi, que s'encarrega de les tasques relacionades amb l'arqueologia i les excavacions, i la Secció Feminal. La Secció d'Arqueologia, sota el guiatge de Josep Estrada, inicia les excavacions al poblat romà del Coll. L'any 1932 es posa en marxa la Secció d'Atletisme, que entrenarà en els terrenys del Granollers Sport Club. L'any 1933, l'Agrupació Excursionista de Granollers s'adhereix a la Federació d'Entitats Excursionistes de Catalunya. Aquest mateix any trasllada la seva seu a un pis del carrer Joan Prim. També el 1933 s'amplien les seccions de l'AEG amb la d'Esports d'Hivern i la Infantil. Comptava aleshores amb 205 socis. Amb l'inici de la Guerra Civil (1936-1939), les activitats de l'Agrupació Excursionista són pràcticament nul·les.

## L'AEG durant la dictadura franquista (1939-1975)
A inicis de l'any 1940 s'inicia lentament un període de recuperació de l'entitat, presidida per Josep Torruella. Tornen a funcionar les seccions Femenina, d'Esquí i d'Atletisme. En anys immediatament posteriors es reprèn la publicació d'un butlletí d'activitats, ara en castellà, que tindrà una vida intermitent. L'any 1944, Antoni Jonch és nomenat president de l'entitat, càrrec que abandonarà el 1958 per fer front a la direcció del Zoo de Barcelona. En el seu llibre Memòries del Zoo. Entre l'anècdota i la Història conviuen homes i animals (1995) explica què va significar per a ell l'Agrupació Excursonista de Granollers. El 1946, l'AEG impulsà campanyes arqueològiques pel Vallès i la serralada de Marina. Aquell mateix any es localitzaren 2 dòlmens i 5 poblats desconeguts i s'inicià l'estudi de diverses vil·les romanes.